# Jan Hraběta
Jan Hraběta (* 10. ledna 1940 Zlín) je český herec a komik, člen divadla Járy Cimrmana. Jako cimrmanolog užívá titulu „doktor inženýr“.

## Život
Původně byl vyučen a pracoval jako elektromechanik, živil se také jako řidič nebo opravář motorů. Do uměleckého světa se dostal už v 60. letech jako osvětlovač v Divadle Na zábradlí, kde se seznámil s Andrejem Krobem a Václavem Havlem. Prostřednictvím Kroba se roku 1978 stal osvětlovačem v divadle Járy Cimrmana, a zanedlouho mu zde bylo nabídnuto herecké angažmá. Převzal především role za Oldřicha Ungera, který emigroval. První jeho rolí byl Král v pohádce Dlouhý, Široký a Krátkozraký. V pozdější době s ním alternovali zejména Jan Kašpar nebo Bořivoj Penc.
Roku 2008 podstoupil operaci nohy, po níž zůstal chodit o holi, což ho omezilo v hereckých možnostech, ale ve většině her se mohl nadále uplatnit, neboť zde existovaly „sedavé“ role psané primárně pro Jana Kašpara (upoutaného na vozík). Např. ve hře Blaník přešel z fyzicky náročné role Hynka z Michle na sedící roli Smila Fleka, nebo v pohádce Dlouhý, široký a krátkozraký začal místo Krále hrát Děda Vševěda. Ve hře Akt mohl pokračovat ve své tradiční roli Bédy Síry, který po většinu doby sedí.
Kromě divadla má na svém kontě i řadu epizodních rolí ve filmech, a na počátku 21. století se uplatnil i ve větších rolích v několika televizních seriálech, například jako Standa v seriálu Horákovi.
Působil příležitostně také jako asistent režie, např. pro Ladislava Smoljaka, Jiřího Menzela nebo Václava Vorlíčka.

## Divadelní hry
- Cimrman v říši hudby (Krišna)
- České nebe (praotec Čech*)
- Dlouhý, Široký a Krátkozraký (Král; Děd Vševěd*)
- Lijavec (správcová)
- Němý Bobeš aneb Český Tarzan (farář)
- Akt (Bedřich Síra*)
- Hospoda Na mýtince (hostinský)
- Blaník (rytíř Hynek z Michle; rytíř Smil Flek z Nohavic*)
- Vyšetřování ztráty třídní knihy (ředitel)
- Vražda v salonním coupé (továrník Meyer; továrník Bierhanzel*)
- Posel z Liptákova (otec / Hlavsa; Artur / František)
- Dobytí severního pólu (náčelník Karel Němec; Varel Frištenský; George Beran)
- Záskok (principál*)
- Švestka (Sváťa Pulec*)
- Afrika (Bohuslav Puchmajer; náčelník Líná Huba*)

*role, které Jan Hraběta stále hraje

## Seriálové role
- Ohnivý kuře (majitel lihovaru)
- Horákovi (majitel hospody Stanislav Horák)
- Hospoda (dovozce piva)
- Doktor Martin (MUDr. Šimek)
- Krejzovi (režisér)
- Vyprávěj (úředník a chalupář Slavíček)
- Arabela se vrací aneb Rumburak králem Říše pohádek (žalářník)
- V.I.P. vraždy (důchodce)

## Filmové role
- Kožené slunce (docent)
- Vratné lahve (důchodce v parku)
- Fany (žebrák)
- Lotrando a Zubejda (loupežník)
- Jára Cimrman ležící, spící (majitel domu Josef Lešner)
- Nejistá sezóna (herec Rdousil)
- Probudím se včera (trafikant)
- Postřižiny (hostinský)
- Rozpuštěný a vypuštěný (agent Ječný)
- Vesničko má středisková (kombajnér Žežulka)

## Kniha
- HRABĚTA, Jan; MAGDOŇOVÁ, Jana. Přes Zábradlí k Cimrmanům. [s.l.]: XYZ, 2022. 176 s. ISBN 9788076831483.